# Učebnice

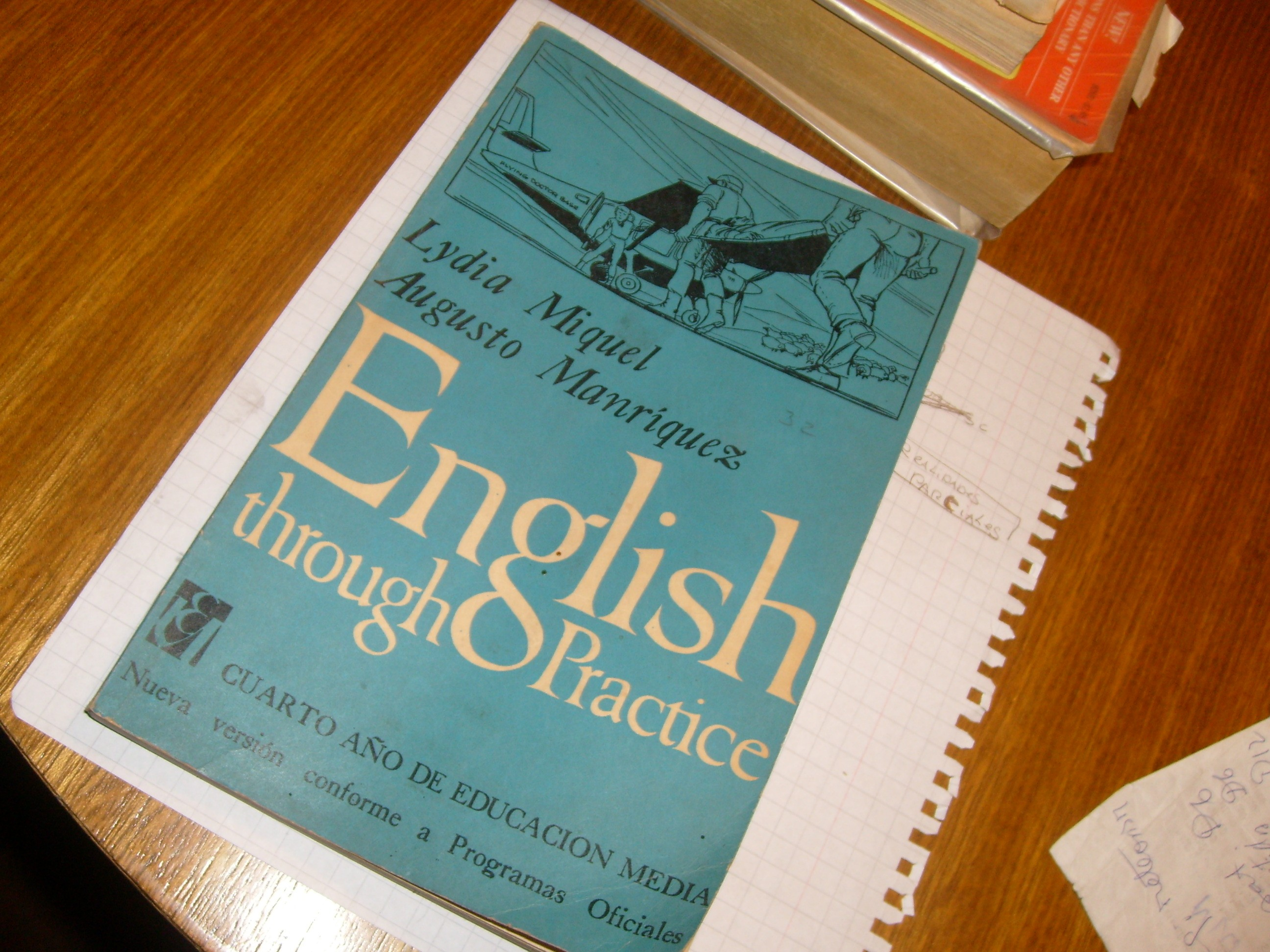
Učebnice

Učebnice je školní učební pomůcka (většinou kniha) pro žáky a studenty, určená k výuce. Učebnice bývají dostupné nejen v tištěné podobě, ale i v elektronické. Učebnice se kupují v knihkupectví nebo speciálně zaměřených prodejnách, případně přes internet.

## Druhy
Učebnic je velké množství druhů. Zvlášť se rozdělují učebnice pro 1. a 2. stupeň, střední školy a odborná učiliště a vysoké školy, dále podle tříd (1. třída, 2. třída, atd.). Také se rozlišují pro který předmět jsou určeny. Existují také různí výrobci učebnicí a většinou se učitelé, žáci nebo rodiče mohou rozhodnout, jakou učebnici si zvolí, tedy která se jim zdá nejlepší. Učebnice jsou vyráběny v souladu s požadavky vzdělávacích institucí. První učebnice, se kterou se většina lidí setká, je slabikář nebo čítanka ve škole. Na vysokých školách se používají vysokoškolská skripta.
Většinou se k učebnicím dají dokoupit pracovní sešity. Ty slouží i k ověření, že žák danému učivu rozumí. Žáci mají například zábavnou formou doplňovat různá slova do článků nebo plní podobné úkoly.

## Historie
Všeobecně se má za to, že učebnice vznikly z potřeby přehledně uložit a zdokumentovat lidské vědění do takové formy, která by byla vhodná pro další šíření vědomostí a k snadnému zapamatování. Průkopníkem v oboru tvorby učebnic tak, jak je známe dnes, byl Jan Amos Komenský, nejznámější jeho dílo v tomto oboru je Orbis pictus.